# Agylloides asurella
Agylloides asurella är en fjärilsart som beskrevs av Embrik Strand 1912. Agylloides asurella ingår i släktet Agylloides och familjen björnspinnare. Inga underarter finns listade i Catalogue of Life.